# セルゲイ・コミットスキー
セルゲイ・コミットスキー（英語: Sergey Khomitsky、男性、1974年9月13日 - ）は、ベラルーシのプロボクサー。ウクライナのカームヤネツィ＝ポジーリシクィイ出身。

## 来歴
1999年1月30日、ベラルーシミンスク州ボリソフでアレクサンドル・チュビロフとデビュー戦を行い、6回3-0（60-54、2者が60-55）の判定勝ちを収めデビュー戦を白星で飾った。
2003年8月9日、サンクトペテルブルクでルスラン・ヤクポフと対戦し、8回判定で引き分けた。
2004年2月12日、サンクトペテルブルクでニコライ・タララキンとロシアミドル級王座決定戦並びにCISBBミドル級王座決定戦を行い、10回3-0（100-90、99-94、97-92）の判定勝ちを収めロシア王座とCISBB王座獲得に成功した。
2005年3月3日、サンクトペテルブルクでマフムード・マクスドフとWBOアジア太平洋ミドル級王座決定戦を行い、マクスドフの3回終了時棄権で王座獲得に成功した。
2006年3月7日、クックスハーフェンでIBFインターコンチネンタルミドル級王者でWBOインターコンチネンタルミドル級王者のコーレン・ゲボルと対戦し、プロ初黒星となる12回0-3（109-119、111-118、110-118）の判定負けを喫しIBFインターコンチネンタル王座とWBOインターコンチネンタル王座獲得にそれぞれ失敗した。
2006年4月8日、ブダペストでIBUインターコンチネンタルミドル級王者ラースロー・シューチと対戦し、12回0-2（114-114、110-116、112-116）の判定負けを喫し王座獲得に失敗した。
2006年7月29日、ミンスクでアンドレイ・チェルニアウスキーとベラルーシミドル級王座決定戦を行い、2回TKO勝ちを収め王座獲得と再起に成功した。
2007年3月9日、ローマでムハンマド・アリ・ンジャイとIBFインターナショナルスーパーミドル級王座決定戦を行い、12回0-3（2者が113-115、112-116）の判定負けを喫し王座獲得に失敗した。
2007年5月25日、ケルンでゲンナジー・ゴロフキンと対戦し、プロ初のKO負けとなる5回1分59秒TKO負けを喫した。
2009年11月27日、ウィガンでマーティン・マレーと対戦し、8回判定負けを喫した。
2011年8月20日、ベルンでIBC世界ミドル級王者イヴ・シュトゥーダーと対戦し、12回1-1（114-114、114-115、117-112）の判定で引き分けた為、王座獲得に失敗した。
2013年12月14日、エクセル展覧会センターで4年振りの再戦でマーティン・マレーと対戦し、8回判定負けを喫した。
2014年4月12日、カッパー・ボックスでWBOヨーロピアンスーパーミドル級王者フランク・ブグリオーニと対戦し、6回1分4秒TKO勝ちを収め王座獲得に成功した。
2014年7月26日、デッサウのアンハルト・アレーナでロベルト・ステイグリッツとWBOインターコンチネンタルスーパーミドル級王座決定戦を行い、10回12秒TKO負けを喫し王座獲得に失敗した。
2015年3月28日、シェフィールドのモーターポイント・アリーナ・シェフィールドでIBFインターナショナルミドル級王者アダム・エトチェスと対戦し、4回1分35秒TKO勝ちを収め王座獲得に成功した。
2015年10月10日、カラカスのポリエドロ・デ・カラカスでWBA世界ミドル級10位のアルフォンソ・ブランコとWBA世界ミドル級暫定王座決定戦を行い、12回0-3（2者が109-119、112-118）の判定負けを喫し同月24日に行われるクリス・ユーバンク・ジュニア対トニー・ジーターの試合後に空位になる王座獲得に失敗した。空位となる王座には同月25日にブランコが認定される。
2015年10月26日、同月24日にジーターに勝利したユーバンク・ジュニアが返上したWBA世界ミドル級暫定王座にブランコが翌25日に認定したとWBAが発表した。

## 獲得タイトル
- ロシアミドル級王座
- CISBBミドル級王座
- WBOアジア太平洋ミドル級王座
- ベラルーシミドル級王座
- WBOヨーロピアンスーパーミドル級王座
- IBFインターナショナルミドル級王座